# Bürgermeisterwahlen in Sachsen 2016
Bürgermeisterwahlen fanden 2016 in Sachsen in 25 sächsischen Städten und Gemeinden statt. Dabei wurden 13 Bürgermeister im Amt bestätigt und keiner abgewählt.

Von der CDU gehalten
Von WV/EB gehalten
Von WV/EB hinzugewonnen

| ← 2015 | Wahljahr 2016 | 2017 → |

## Wahlstatistik
| Vorschlag | Anzahl |                    | Bürgermeister | Anzahl |
| CDU       | 9      | - wiedergewählt    | 13            |        |
| WV, EB    | 16     | - abgewählt        | 0             |        |
| gesamt    | 25     | - nicht kandidiert | 12            |        |

## Wahlergebnisse

### Landkreis Bautzen
Im Landkreis Bautzen fanden in fünf Kommunen Wahlen statt. Diese sind im Folgenden aufgelistet. In drei Kommunen waren zwei Wahlgänge notwendig. Das entscheidende Wahlergebnis ist markiert.
Gewählte Bewerber:
- CDU: 3
- Einzelbewerber/Bürgerinitiativen: 2
- Amtsinhaber wiedergewählt: 1
- Amtsinhaber abgewählt: 0
- Amtsinhaber nicht angetreten: 4

Namen von Amtsinhabern sind fett dargestellt.
| 1. Wahlgang   | 1. Wahlgang                     | 1. Wahlgang             | 1. Wahlgang                 | 1. Wahlgang     | 2. Wahlgang | 2. Wahlgang     | vorherige | nächste |
| Wahltermin    | Gemeinde                        | Bewerber                | Vorschlag                   | Ergebnis (in %) | Wahltermin  | Ergebnis (in %) | vorherige | nächste |
| ------------- | ------------------------------- | ----------------------- | --------------------------- | --------------- | ----------- | --------------- | --------- | ------- |
| 13. März      | Pulsnitz                        | Carsten Guhr            | FDP                         | 24,9            | 10. April   | 30,8            | ← 2009    | 2016 →  |
| 13. März      | Pulsnitz                        | Veit Großmann           | SPD                         | 15,7            | 10. April   | 6,6             | ← 2009    | 2016 →  |
| 13. März      | Pulsnitz                        | Gerd Kirchhübel         | Grüne                       | 3,8             | 10. April   | n. k.           | ← 2009    | 2016 →  |
| 13. März      | Pulsnitz                        | Holger Längert          | Längert                     | 17,2            | 10. April   | 23,8            | ← 2009    | 2016 →  |
| 13. März      | Pulsnitz                        | Barbara Lüke            | Lüke                        | 38,3            | 10. April   | 38,8            | ← 2009    | 2016 →  |
| 20. März      | Doberschau-Gaußig Dobruša-Huska | Alexander Fischer       | CDU                         | 47,9            | 10. April   | 59,9            | ← 2013    | 2016 →  |
| 20. März      | Doberschau-Gaußig Dobruša-Huska | Maik Schittko           | Evangelisches Wählerbündnis | 29,6            | 10. April   | 40,1            | ← 2013    | 2016 →  |
| 20. März      | Doberschau-Gaußig Dobruša-Huska | Torsten Ganßauge        | Ganßauge                    | 7,8             | 10. April   | n. k.           | ← 2013    | 2016 →  |
| 20. März      | Doberschau-Gaußig Dobruša-Huska | Jörg Schulz             | Schulz                      | 6,0             | 10. April   | n. k.           | ← 2013    | 2016 →  |
| 20. März      | Doberschau-Gaußig Dobruša-Huska | Nicol Schulze           | Schulze                     | 8,7             | 10. April   | n. k.           | ← 2013    | 2016 →  |
| 24. April     | Lohsa Łaz                       | Thomas Ronny Leberecht  | CDU                         | 45,3            | 8. Mai      | 50,3            | ← 2015    | 2023 →  |
| 24. April     | Lohsa Łaz                       | Ronald Hartmut Woschick | WV Einheitsliste Lohsa      | 20,0            | 8. Mai      | 27,8            | ← 2015    | 2023 →  |
| 24. April     | Lohsa Łaz                       | Steffen Mühl            | FW Knappensee               | 13,5            | 8. Mai      | n. k.           | ← 2015    | 2023 →  |
| 24. April     | Lohsa Łaz                       | Wolfgang Frank Tietze   | Tietze                      | 21,2            | 8. Mai      | 21,8            | ← 2015    | 2023 →  |
| 14. August    | Elsterheide Halštrowska Hola    | Dietmar Karsten Koark   | CDU                         | 97,0            |             |                 | ← 2009    | 2016 →  |
| 14. August    | Elsterheide Halštrowska Hola    | Einzelvorschläge        | Einzelvorschläge            | 3,0             |             |                 | ← 2009    | 2016 →  |
| 25. September | Steina                          | Sandro Bürger           | CDU                         | 20,9            |             |                 | ← 2015    | keine   |
| 25. September | Steina                          | Stiewen Fischer         | Fischer                     | 17,9            |             |                 | ← 2015    | keine   |
| 25. September | Steina                          | Achim Garten            | Garten                      | 61,2            |             |                 | ← 2015    | keine   |

### Erzgebirgskreis
Im Erzgebirgskreis fanden in drei Kommunen Wahlen statt. Diese sind im Folgenden aufgelistet. In keiner Kommune waren zwei Wahlgänge notwendig. Das entscheidende Wahlergebnis ist markiert.
Gewählte Bewerber:
- Einzelbewerber/Bürgerinitiativen: 3
- Amtsinhaber wiedergewählt: 0
- Amtsinhaber abgewählt: 0
- Amtsinhaber nicht angetreten: 3

Namen von Amtsinhabern sind fett dargestellt.
| Wahltermin  | Gemeinde          | Bewerber          | Vorschlag        | Ergebnis (in %) | vorherige | nächste |
| ----------- | ----------------- | ----------------- | ---------------- | --------------- | --------- | ------- |
| 17. Juni    | Elterlein         | Heinz Kreutl      | CDU              | 41,3            | ← 2009    | 2023 →  |
| 17. Juni    | Elterlein         | Jörg Hartmann     | Hartmann         | 58,7            | ← 2009    | 2023 →  |
| 16. Oktober | Jahnsdorf/Erzgeb. | Carsten Kinas     | AfD              | 6,8             | ← 2013    | 2023 →  |
| 16. Oktober | Jahnsdorf/Erzgeb. | Mario Löffler     | Löffler          | 25,0            | ← 2013    | 2023 →  |
| 16. Oktober | Jahnsdorf/Erzgeb. | Jan Schiwek       | Schiwek          | 4,8             | ← 2013    | 2023 →  |
| 16. Oktober | Jahnsdorf/Erzgeb. | Albrecht Spindler | Spindler         | 63,4            | ← 2013    | 2023 →  |
| 30. Oktober | Pockau-Lengefeld  | Ingolf Wappler    | Wappler          | 95,3            | ← 2014    | 2023 →  |
| 30. Oktober | Pockau-Lengefeld  | Einzelvorschläge  | Einzelvorschläge | 4,7             | ← 2014    | 2023 →  |

### Landkreis Görlitz
Im Landkreis Görlitz fanden in drei Kommunen Wahlen statt. Diese sind im Folgenden aufgelistet. In keiner Kommune waren zwei Wahlgänge notwendig. Das entscheidende Wahlergebnis ist markiert.
Gewählte Bewerber:
- CDU: 1
- Einzelbewerber/Bürgerinitiativen: 2
- Amtsinhaber wiedergewählt: 2
- Amtsinhaber abgewählt: 0
- Amtsinhaber nicht angetreten: 1

Namen von Amtsinhabern sind fett dargestellt.
| Wahltermin  | Gemeinde         | Bewerber               | Vorschlag         | Ergebnis (in %) | vorherige | nächste |
| ----------- | ---------------- | ---------------------- | ----------------- | --------------- | --------- | ------- |
| 14. Februar | Vierkirchen      | Andrea Weise           | Wählervereinigung | 87,7            | ← 2015    | 2023 →  |
| 14. Februar | Vierkirchen      | Jens Hoffmann          | CDU               | 12,3            | ← 2015    | 2023 →  |
| 21. August  | Seifhennersdorf  | Karin Berndt           | UBS               | 54,0            | ← 2009    | 2023 →  |
| 21. August  | Seifhennersdorf  | Brigitte Renate Röthig | CDU               | 16,7            | ← 2009    | 2023 →  |
| 21. August  | Seifhennersdorf  | Mario Häntschel        | Häntschel         | 11,9            | ← 2009    | 2023 →  |
| 21. August  | Seifhennersdorf  | Aaron Albrecht Hönicke | Hönicke           | 17,5            | ← 2009    | 2023 →  |
| 6. November | Quitzdorf am See | Günter Holtzschke      | CDU               | 98,0            | ← 2009    | 2023 →  |
| 6. November | Quitzdorf am See | Einzelvorschläge       | Einzelvorschläge  | 2,0             | ← 2009    | 2023 →  |

### Landkreis Leipzig
Im Landkreis Leipzig fand in nur in Narsdorf eine Wahl statt. Es war kein zweiter Wahlgang nötig. Es war die letzte Bürgermeisterwahl in der Gemeinde vor der Eingemeindung nach Geithain. Das entscheidende Wahlergebnis ist markiert.
Gewählte Bewerber:
- Einzelbewerber/Bürgerinitiativen: 1
- Amtsinhaber wiedergewählt: 1
- Amtsinhaber abgewählt: 0
- Amtsinhaber nicht angetreten: 0

Namen von Amtsinhabern sind fett dargestellt.
| Wahltermin  | Gemeinde | Bewerber         | Vorschlag        | Ergebnis (in %) | vorherige | nächste                     |
| ----------- | -------- | ---------------- | ---------------- | --------------- | --------- | --------------------------- |
| 28. Februar | Narsdorf | Andreas Große    | Große            | 98,6            | ← 2009    | Auflösung 2022 (Geithain) → |
| 28. Februar | Narsdorf | Einzelvorschläge | Einzelvorschläge | 1,4             | ← 2009    | Auflösung 2022 (Geithain) → |

### Landkreis Mittelsachsen
Im Landkreis Mittelsachsen fanden in vier Kommunen Wahlen statt. Diese sind im Folgenden aufgelistet. In einer Kommune waren zwei Wahlgänge notwendig. Das entscheidende Wahlergebnis ist markiert.
Gewählte Bewerber:
- CDU: 1
- Einzelbewerber/Bürgerinitiativen: 3
- Amtsinhaber wiedergewählt: 2
- Amtsinhaber abgewählt: 0
- Amtsinhaber nicht angetreten: 2

Namen von Amtsinhabern sind fett dargestellt.
| 1. Wahlgang   | 1. Wahlgang     | 1. Wahlgang               | 1. Wahlgang          | 1. Wahlgang     | 2. Wahlgang | 2. Wahlgang     | vorherige | nächste |
| Wahltermin    | Gemeinde        | Bewerber                  | Vorschlag            | Ergebnis (in %) | Wahltermin  | Ergebnis (in %) | vorherige | nächste |
| ------------- | --------------- | ------------------------- | -------------------- | --------------- | ----------- | --------------- | --------- | ------- |
| 22. Mai       | Erlau           | Gerd Irmscher             | CDU                  | 13,5            | 12. Juni    | n. k.           | ← 2009    | 2023 →  |
| 22. Mai       | Erlau           | Peter Ahnert              | Ahnert               | 26,7            | 12. Juni    | 43,7            | ← 2009    | 2023 →  |
| 22. Mai       | Erlau           | Detlef Büch               | Büch                 | 5,4             | 12. Juni    | n. k.           | ← 2009    | 2023 →  |
| 22. Mai       | Erlau           | Michael Grotz             | Grotz                | 23,3            | 12. Juni    | 20,2            | ← 2009    | 2023 →  |
| 22. Mai       | Erlau           | Andreas Wagner            | Wagner               | 31,0            | 12. Juni    | 36,2            | ← 2009    | 2023 →  |
| 28. August    | Frankenberg/Sa. | Thomas Firmenich          | CDU                  | 69,6            |             |                 | ← 2009    | 2023 →  |
| 28. August    | Frankenberg/Sa. | Frank Urbanek             | Urbanek              | 7,9             |             |                 | ← 2009    | 2023 →  |
| 28. August    | Frankenberg/Sa. | Rico Walter-Bretschneider | Walter-Bretschneider | 22,5            |             |                 | ← 2009    | 2023 →  |
| 11. September | Rossau          | Dietmar Gottwald          | Gottwald             | 84,8            |             |                 | ← 2009    | 2023 →  |
| 11. September | Rossau          | Angelika Feldmann         | Wir für Rossau       | 15,2            |             |                 | ← 2009    | 2023 →  |
| 20. November  | Zettlitz        | Steffen Dathe             | Dathe                | 84,0            |             |                 | ← 2015    | 2023 →  |
| 20. November  | Zettlitz        | Ossi Köhn                 | Köhn                 | 16,0            |             |                 | ← 2015    | 2023 →  |

### Landkreis Nordsachsen
Im Landkreis Nordsachsen fanden in zwei Kommunen Wahlen statt. Diese sind im Folgenden aufgelistet. In keiner Kommune waren zwei Wahlgänge notwendig. Das entscheidende Wahlergebnis ist markiert.
Gewählte Bewerber:
- CDU: 1
- Einzelbewerber/Bürgerinitiativen: 1
- Amtsinhaber wiedergewählt: 1
- Amtsinhaber abgewählt: 0
- Amtsinhaber nicht angetreten: 1

Namen von Amtsinhabern sind fett dargestellt.
| Wahltermin  | Gemeinde    | Bewerber            | Vorschlag        | Ergebnis (in %) | vorherige | nächste |
| ----------- | ----------- | ------------------- | ---------------- | --------------- | --------- | ------- |
| 21. Februar | Schönwölkau | Volker Tiefensee    | CDU              | 63,3            | ← 2009    | 2023 →  |
| 21. Februar | Schönwölkau | Thomas Sprechert    | Linke            | 36,7            | ← 2009    | 2023 →  |
| 9. Oktober  | Beilrode    | Rene Vetter         | BIKO, Linke, FDP | 56,1            | ← 2011    | 2023 →  |
| 9. Oktober  | Beilrode    | Steffen Kretzschmar | CDU              | 41,0            | ← 2011    | 2023 →  |
| 9. Oktober  | Beilrode    | Holger Schulze      | Grüne            | 3,0             | ← 2011    | 2023 →  |

### Landkreis Sächsische Schweiz-Osterzgebirge
Im Landkreis Sächsische Schweiz-Osterzgebirge fand in einer Kommunen eine Wahl statt. Ein zweiter Wahlgang war nicht nötig. Das entscheidende Wahlergebnis ist markiert.
Gewählte Bewerber:
- CDU: 1
- Amtsinhaber wiedergewählt: 1
- Amtsinhaber abgewählt: 0
- Amtsinhaber nicht angetreten: 0

Namen von Amtsinhabern sind fett dargestellt.
| Wahltermin | Gemeinde  | Bewerber       | Vorschlag  | Ergebnis (in %) | vorherige | nächste |
| ---------- | --------- | -------------- | ---------- | --------------- | --------- | ------- |
| 10. April  | Glashütte | Markus Dreßler | CDU        | 51,3            | ← 2008    | 2021 →  |
| 10. April  | Glashütte | Maik Lehmann   | WV Zeitlos | 48,7            | ← 2008    | 2021 →  |

### Vogtlandkreis
Im Vogtlandkreis fanden in fünf Kommunen Wahlen statt. Diese sind im Folgenden aufgelistet. In keiner Kommune waren zwei Wahlgänge notwendig. Das entscheidende Wahlergebnis ist markiert.
Gewählte Bewerber:
- CDU: 2
- Einzelbewerber/Bürgerinitiativen: 3
- Amtsinhaber wiedergewählt: 4
- Amtsinhaber abgewählt: 0
- Amtsinhaber nicht angetreten: 1

Namen von Amtsinhabern sind fett dargestellt.
| Wahltermin   | Gemeinde                | Bewerber            | Vorschlag                      | Ergebnis (in %) | vorherige | nächste |
| ------------ | ----------------------- | ------------------- | ------------------------------ | --------------- | --------- | ------- |
| 31. Januar   | Schöneck/Vogtl.         | Isa Suplie          | CDU                            | 78,0            | ← 2009    | 2023 →  |
| 31. Januar   | Schöneck/Vogtl.         | Jürgen Penzel       | Penzel                         | 22,0            | ← 2009    | 2023 →  |
| 31. Januar   | Weischlitz              | Steffen Raab        | FWW                            | 98,0            | ← 2008    | 2023 →  |
| 31. Januar   | Weischlitz              | Einzelvorschläge    | Einzelvorschläge               | 2,0             | ← 2008    | 2023 →  |
| 17. April    | Reichenbach im Vogtland | Raphael Kürzinger   | CDU                            | 55,5            | ← 2008    | 2023 →  |
| 17. April    | Reichenbach im Vogtland | Thomas Höllrich     | Linke                          | 20,2            | ← 2008    | 2023 →  |
| 17. April    | Reichenbach im Vogtland | Dr. Matthias Gäckle | Dr. Gäckle                     | 8,2             | ← 2008    | 2023 →  |
| 17. April    | Reichenbach im Vogtland | Dr. Ulf Solheid     | Dr. Solheid                    | 16,1            | ← 2008    | 2023 →  |
| 23. Oktober  | Grünbach                | Ralf Kretzschmann   | Initiative Grünbach/Muldenberg | 94,4            | ← 2009    | 2023 →  |
| 23. Oktober  | Grünbach                | Einzelvorschläge    | Einzelvorschläge               | 5,6             | ← 2009    | 2023 →  |
| 27. November | Werda                   | Carmen Reiher       | Reiher                         | 98,1            | ← 2009    | 2023 →  |
| 27. November | Werda                   | Einzelvorschläge    | Einzelvorschläge               | 1,9             | ← 2009    | 2023 →  |

### Landkreis Zwickau
Im Landkreis Zwickau fand in einer Kommune eine Wahl statt. Ein zweiter Wahlgang war nicht nötig. Das entscheidende Wahlergebnis ist markiert.
Gewählte Bewerber:
- Einzelbewerber/Bürgerinitiativen: 1
- Amtsinhaber wiedergewählt: 1
- Amtsinhaber abgewählt: 0
- Amtsinhaber nicht angetreten: 0

Namen von Amtsinhabern sind fett dargestellt.
| Wahltermin | Gemeinde   | Bewerber         | Vorschlag        | Ergebnis (in %) | vorherige | nächste |
| ---------- | ---------- | ---------------- | ---------------- | --------------- | --------- | ------- |
| 22. Mai    | Dennheritz | Frank Taubert    | Taubert          | 96,4            | ← 2009    | 2023 →  |
| 22. Mai    | Dennheritz | Einzelvorschläge | Einzelvorschläge | 3,6             | ← 2009    | 2023 →  |

## Belege
1. ↑  Bürgermeisterwahlen. Abgerufen am 5. November 2023.